# Pilot (песня 50 Cent)
Pilot — сингл американского рэпера 50 Cent. Сингл был выпущен 25 марта 2014 года, из его альбома Animal Ambition.

## Список композиций
Цифровая дистрибуция
- «Pilot»

## Видеоклип
25 марта, 2014 года был выпущен видеоклип на сингл «Pilot».

## Позиции в чартах
| Чарт                                       | Позиция |
| ------------------------------------------ | ------- |
| Великобритания (OCC UK Hip Hop/R&B)        | 20      |
| Великобритания (OCC UK Singles)            | 95      |
| Bubbling Under Hot 100 Singles (Billboard) | 19      |
| Hot R&B/Hip-Hop Songs (Billboard)          | 32      |
| Rap Songs (Billboard)                      | 20      |